# Slinningsbålet
Slinningsbålet ist ein Johannesfeuer in der norwegischen Stadt Ålesund in der Provinz Møre og Romsdal. Bekannt wurde es aufgrund seiner ungewöhnlichen Höhe.
Das Feuer wird bereits seit Anfang des 20. Jahrhunderts jedes Jahr um den Johannistag zur Sommersonnenwende auf der Insel Slinningsholmen im Ålesunder Stadtteil Slinningen entzündet.
In jüngerer Zeit werden für das Feuer Holzpaletten als Brennmaterial genutzt. Es wird von etwa 30 bis 40 jungen Leuten im Alter zwischen 13 und 20 aufgeschichtet. Im Jahr 2016 wurde das Feuerholz mit 35 bis 40.000 Paletten bis auf eine Höhe von 47,396 Metern errichtet. Dieses Feuer wurde vom Guinness-Buch der Rekorde als Weltrekord anerkannt, nachdem 2010 eine Anerkennung noch versagt geblieben war. 2019 ging der Rekord jedoch an das Funkenfeuer in Lustenau verloren.
Im Jahr 2020 fand das Feuer trotz der Beschränkungen durch die COVID-19-Pandemie statt, wobei jedoch der Bereich für Zuschauer geschlossen blieb und durch eine Live-Übertragung ersetzt wurde.

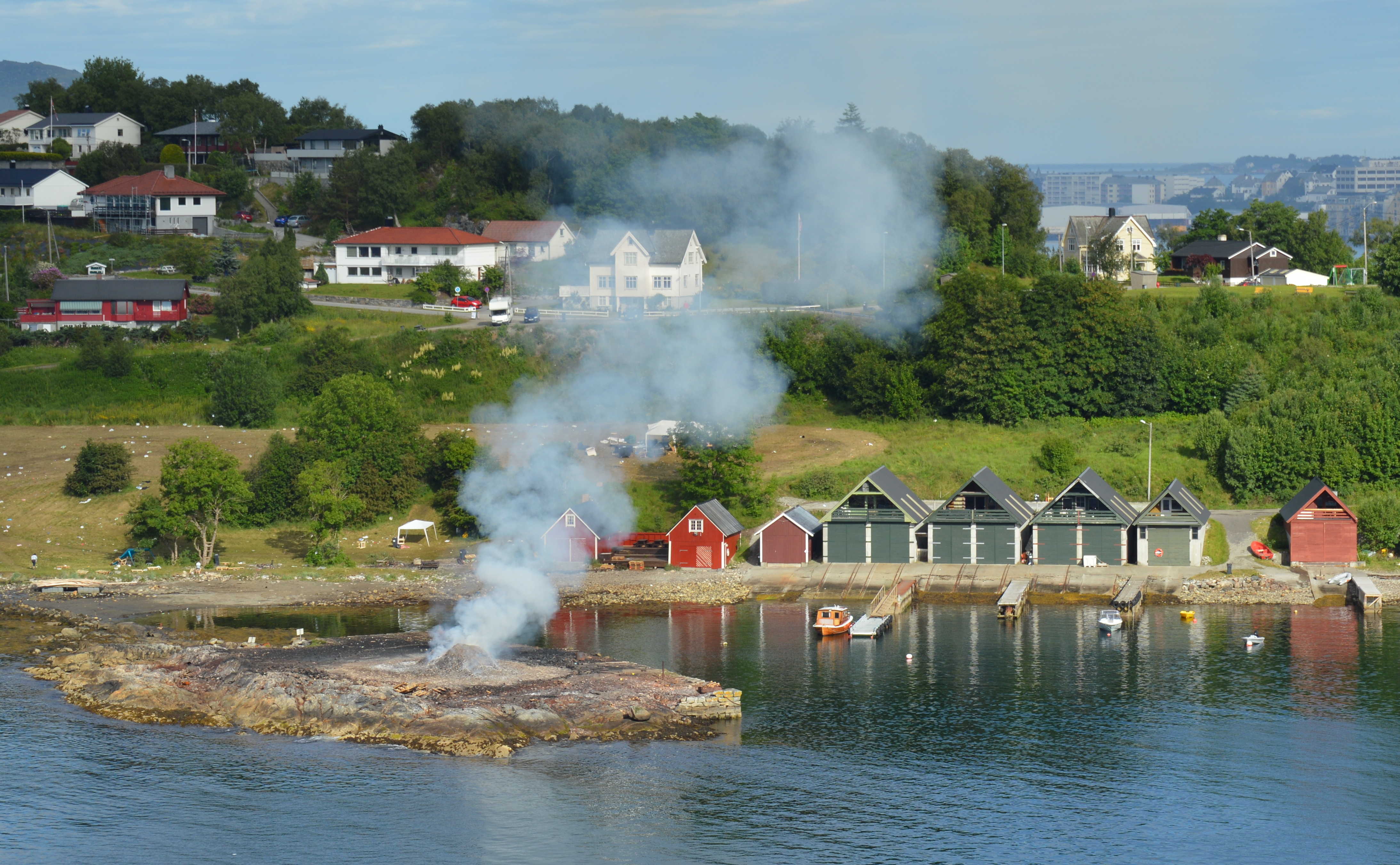
Reste des Slinningsbålet am Morgen des 25. Juni 2017

## Höhen
Folgende größere Höhen wurden vom Slinningsbålet erreicht:
- 2007 etwa 24 Meter
- 2008 etwa 30 Meter
- 2009 etwa 33 Meter
- 2010 40,45 Meter
- 2011 etwa 28 Meter
- 2012 etwa 33 Meter
- 2013 etwa 27 Meter
- 2014 etwa 33 Meter
- 2015 34 Meter
- 2016 47,396 Meter
- 2017 etwa 36 Meter
- 2018 etwa 36 Meter